# Kothi
Kothi är en ort i Indien.   Den ligger i distriktet Satna och delstaten Madhya Pradesh, i den centrala delen av landet, 600 km sydost om huvudstaden New Delhi. Kothi ligger 327 meter över havet och antalet invånare är 7 790.
Terrängen runt Kothi är platt. Runt Kothi är det tätbefolkat, med 308 invånare per kvadratkilometer. Det finns inga andra samhällen i närheten. Trakten runt Kothi består till största delen av jordbruksmark.